# Alexandr Kovalenko (atleta)
Alexander Kovalenko (Bielorrusia, 8 de mayo de 1963) es un atleta soviético retirado, especializado en la prueba de triple salto en la que llegó a ser medallista de bronce olímpico en 1988.

## Carrera deportiva
En los JJ. OO. de Seúl 1988 ganó la medalla de bronce en el triple salto, llegando hasta los 17.42 metros, tras el búlgaro Khristo Markov y su compatriota el soviético Igor Lapshin.